# José Damián Ortiz de Castro

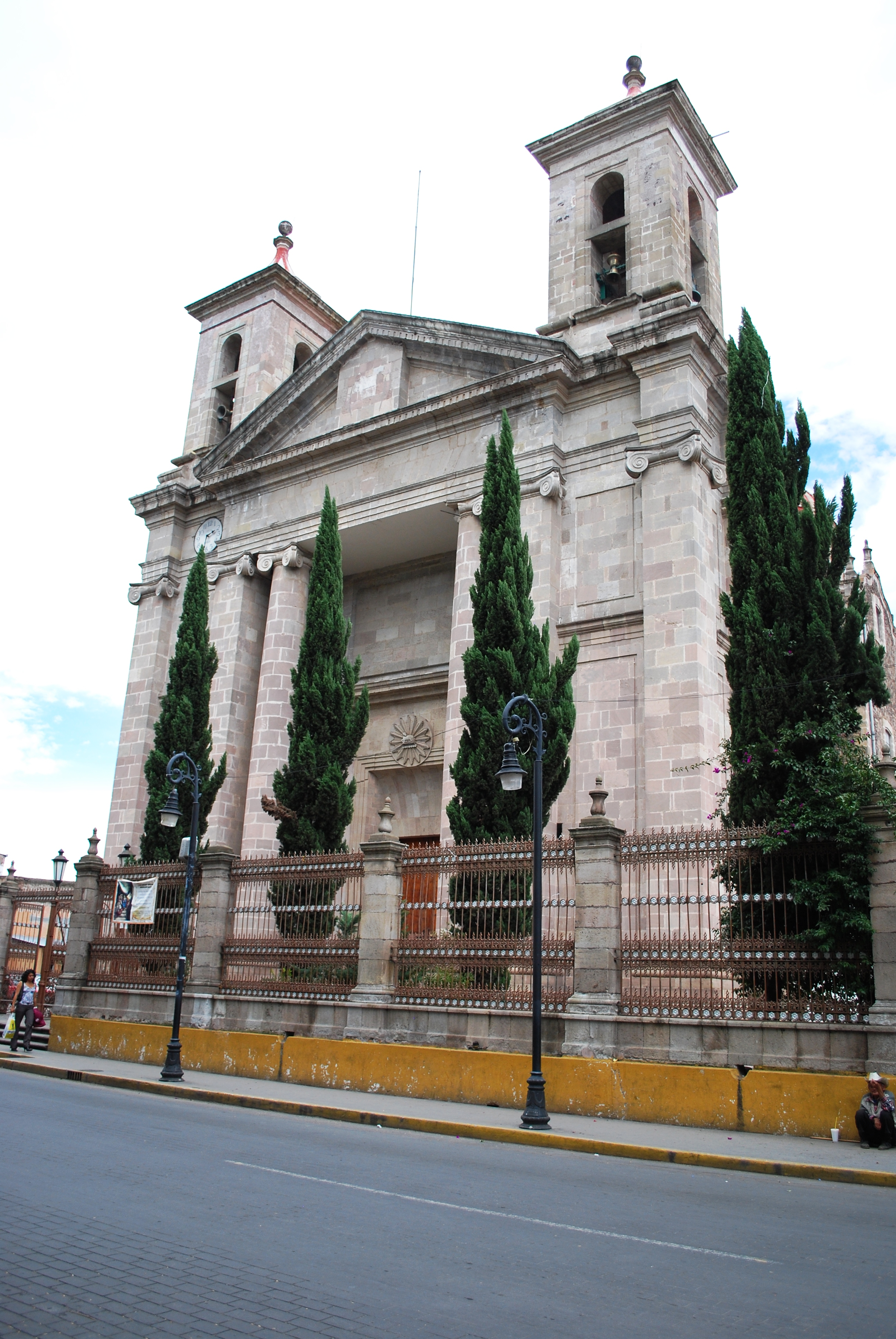
Ortiz de Castro planeó la fachada de la Catedral de Tulancingo.

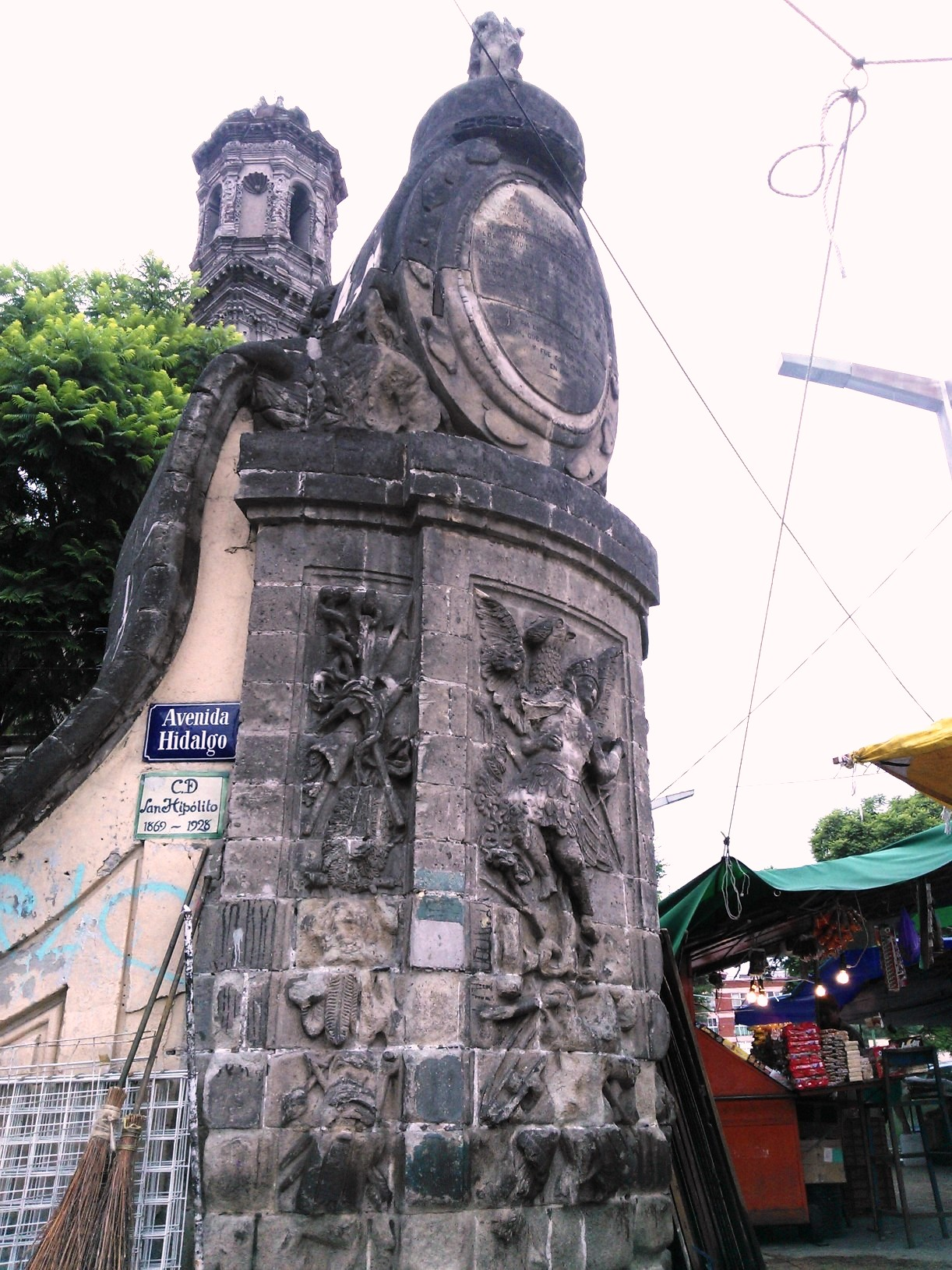
Blasón público en el Templo de San Hipólito

José Cosme Damián Ortiz de Castro (Coatepec, 1750 - Tacubaya, 1793), arquitecto novohispano seguidor del estilo neoclásico en la arquitectura. Sus primeros trabajos los realizó al lado del ingeniero Miguel Constanzó, destacando la Ampliación del edificio de la Antigua Casa de Moneda de México y la construcción de la Fábrica de pólvora de Santa Fe. Fue alumno y maestro de la Real Academia de Bellas Artes de San Carlos

## Biografía
Nació en el año de 1750 en Coatepec, Veracruz, siendo su padre el agrimensor y maestro en arquitectura José Martín Ortiz. Participó en la selección para arquitecto de la catedral de México y obtuvo el título en el año de 1787. Se encargó de realizar la fachada y balaustrada de las torres de la catedral, donde utilizó el hierro como novedad en la arquitectura barroca al realizar los campanarios.
En 1773, mientras participaba en los trabajos de ampliación de la Casa de Moneda, se interesó particularmente por una parte del proceso de acuñación que consistía en labrar los cospeles manualmente, proceso que se realizaba tal cual y como era en la Edad Media. Observando la pérdida de tiempo y la gran cantidad de monedas febles que este proceso traía consigo, ideó el primer torno para monedas del mundo, que simplificó este proceso y al difundirse su efectividad al poco tiempo fue solicitado por la Casa de Moneda de Lima.
En 1788 se le encomendó la remodelación de la catedral de Tulancingo, en la cual reemplazó los antiguos rasgos barrocos por elementos neoclásicos.
Es hermano del también arquitecto Francisco Ortiz de Castro.

## Obras
Sus principales obras son:
- Proyecto de fachada y torres de la Catedral Metropolitana de la Ciudad de México
- Fachada de la Catedral de Tulancingo
- Blasón Público en la Cerca del Templo de San Hipólito
- Fuentes de la Plaza Mayor y de la Plaza de la Merced 1790-1793[2]